# ۱۳ جمادی‌الثانی
۱۳ جمادی‌الثانی، سیزدهمین روز از ماه جمادی‌الثانی در تقویم هجری قمری است.
در تقویم هجری قمری قراردادی این روز صد و شصت و یکمین روز سال است.

## مناسبت‌ها
- ایران- روز‌ تکریم‌ مادران‌ و‌ همسران‌ شهدا.[۱]

## زادگان
- ۳۵۸: بدیع‌الزمان همدانی
- ۹۹۸ - احمد یکم، چهاردهمین سلطان و خلیفهٔ عثمانی از ۱۶۰۳ تا ۱۶۱۷.

## درگذشتگان
- 64 ام البنین همسر دوم علی